# Sielsowiet Krzywoszyn
Sielsowiet Krzywoszyn (biał. Крывошынскі сельсавет, Krywoszynski sielsawiet; ros. Кривошинский сельсовет) – sielsowiet na Białorusi, w obwodzie brzeskim, w rejonie lachowickim, z siedzibą w Krzywoszynie.

## Demografia
Według spisu z 2009 sielsowiety Krzywoszyn i Święcica zamieszkiwało 3620 osób, w tym 3510 Białorusinów (96,96%), 59 Rosjan (1,63%), 27 Polaków (0,75%), 13 Ukraińców (0,36%), 7 osób innych narodowości i 4 osoby, które nie podały żadnej narodowości.

## Geografia i transport
Północna cześć sielsowietu położona jest na historycznej Nowogródczyznie, a geograficznie na Równinie Baranowickiej. Natomiast jego południowa cześć (były sielsowiet Święcica) leży na historycznym Polesiu (Pińszczyźnie), a geograficznie na Polesiu Prypeckim.
Sielsowiet położony jest w południowo-zachodniej części rejonu lachowickiego. Największą rzeką jest Szczara, a jego granice sięgają brzegów jednego z największych jezior na Białorusi Jeziora Wygonowskiego. Na terytorium sielsowietu znajduje się rezerwat przyrody Puszcza Święcicka oraz częściowo Wygonowski Rezerwat Krajobrazowy.
Przez sielsowiet przebiegają jedynie drogi lokalne.

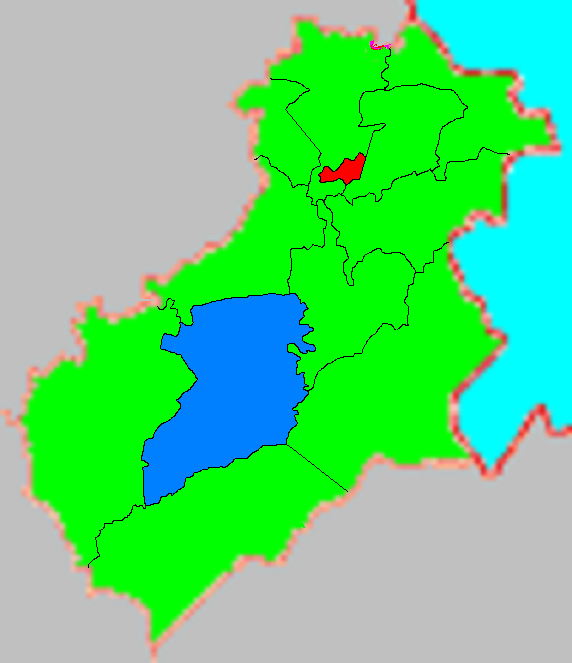
Sielsowiet Krzywoszyn do 2013 na mapie rejonu lachowickiego
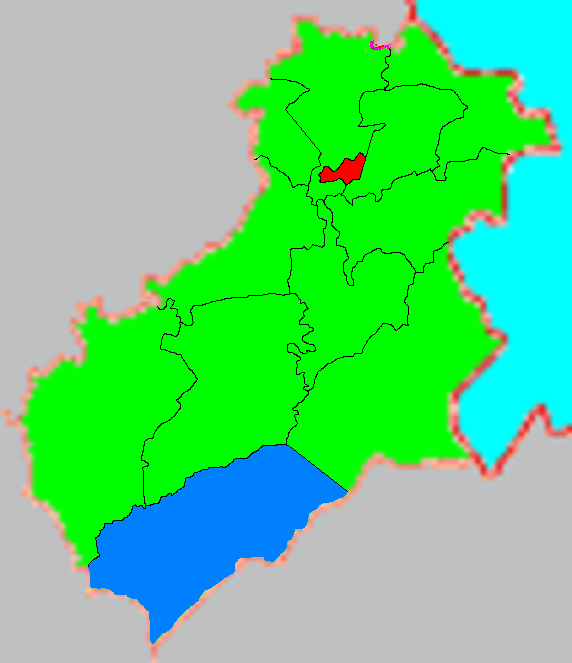
Sielsowiet Święcica do 2013 na mapie rejonu lachowickiego

## Historia
20 grudnia 2013 do sielsowietu Krzywoszyn włączono w całości sielsowiet Święcica.

## Miejscowości
- agromiasteczko:
  - Lipsk
- wsie:
  - Bieńkowce
  - Hołowińce
  - Kołpaki
  - Krzywoszyn
  - Małysze
  - Nieczyn
  - Nowosiółki
  - Strzelce
  - Szczerbinowo
  - Święcica
  - Zalipienie
  - Załuże